# Friedensbildungswerk Köln
Das Friedensbildungswerk Köln (FBK) wurde 1982 von Mitgliedern der Kölner Friedensbewegung gegründet. Das FBK tritt als Bildungseinrichtung für gesellschaftliche Gewaltfreiheit, politische Beteiligung und soziale Gerechtigkeit ein. Geschäftsführer war von 1989 bis 2024 Roland Schüler, Hanna Buschke und Miriam Staufenbiel haben seine Nachfolge angetreten. Das Friedensbildungswerk hat seinen Hauptsitz in Köln.
Auf nationaler, europäischer und weltweiter Ebene ist das FBK Teil von verschiedenen Friedens-Bündnisorganisationen.

## Geschichte
Die Gründung des Friedensbildungswerks erfolgte unter dem Eindruck des NATO-Doppelbeschlusses. Es entstand eine breite Friedensbewegung. Viele Menschen beschäftigten sich intensiv mit den Fragen rund um Krieg und Frieden, was militärische Sicherheitskonzepte bedeuten und welche Auswirkungen der Einsatz von Kernwaffen hat. Um dieses freie Lernen zu unterstützen, wurde das Friedensbildungswerk von Menschen aus der Friedensbewegung gegründet. Im zweiten Golfkrieg 1991 war das Friedensbildungswerk aktiv beim großen Protest gegen den Krieg und gab zusammen mit der StadtRevue und dem Ökobildungswerk eine eigene Zeitung heraus. Ab dem Jahre 1992 bekamen die konstruktive Konfliktbearbeitung, die gewaltfreie Kommunikation und die Mediation einen bedeutenden Raum.

## Aufgaben
Das Friedensbildungswerk Köln konzentriert sich vor allem auf Vortragsreihen und Diskussionsveranstaltungen zu politischen Themen, sowie Fortbildungen in Mediation und Sprachkurse. Fortbildungen in der Mediation und Sprachkurse werden in Form von Einzelvorträgen, Reihen und Bildungsurlauben angeboten. Überregional ist das FBK als Bildungseinrichtung im Rahmen der Weiterbildung tätig und bietet Bildungsurlaube an. 
Hauptanliegen des FBK ist der Friedensgedanke als Gerüst für die Bildungsarbeit, politische und gesellschaftliche Entwicklungen und die Mediation als Konfliktlösung. Zu den thematischen Schwerpunkten der Mediation zählen die Mediation beim Bauen und Planen, die Streitschlichtung von und mit Menschen mit geistiger Behinderung. sowie die interkulturelle Mediation. 2011–2013 wurde RolandSchüler für die Vermittlung von Moscheebaukonflikten in Deutschland in den interdisziplinären Beirat berufen
Das FBK setzt sich lokal und global für politische Entspannung, weltweite Abrüstung, innergesellschaftliche Gewaltfreiheit und soziale Gerechtigkeit ein. Das Friedensbildungswerk Köln unterstützte internationale Projekte in Kolumbien, Bolivien, Costa Rica und in Äthiopien. Neben den Fortbildungen zu Mediation und Sprachen versucht das FBK durch Veranstaltungen und Seminaren, Politik und Wirtschaft für sozialpolitische Themen zu sensibilisieren.

## Gegenwart

### Organisationen, Arbeitskreise
Das Friedensbildungswerk Köln arbeitet partnerschaftlich mit Menschen in Köln und ganz Deutschland zusammen. Mit Veranstaltungen und Projekten und durch Bildungsarbeit für Jugendliche und Erwachsene leistet das FBK Unterstützung. Das Friedensbildungswerk Köln engagiert sich in verschiedenen Organisationen und Arbeitskreisen: Arbeitskreis Weiterbildung Köln, Aktionsgemeinschaft Dienst für den Frieden, Deutsche Friedensgesellschaft – Vereinigte KriegsdienstgegnerInnen, QvB gewaltfreie Wege im Konflikt, Qualitätsgemeinschaft berufliche Weiterbildung Köln, NS-Dokumentationszentrum der Stadt Köln, KölnArchiv e.V., Plattform Zivile Konfliktbearbeitung, NS-Dokumentationszentrum der Stadt Köln, Bundesverband Mediation, Gemeinnützige Werkstätten Köln-Rodenkirchen, Kölner Friedensforum.
Bedeutung hat das FBK als Bildungswerk und als Teil der Friedensbewegung. Das Friedensbildungswerk Köln ist eine staatlich anerkannte Einrichtung der Erwachsenenbildung.

### Qualitätssicherung
Das Friedensbildungswerk Köln e.V. hat sich dem LQW-Verfahren für Kleinstorganisationen unterzogen. LQW steht für „Lernorientierte Qualitätstestierung in der Weiterbildung“, hat seinen Ausgangs- und Bezugspunkt im Lernprozess und stellt die Bedürfnisse der Lernenden in den Mittelpunkt. Die Zertifizierungen bzw. Testierungen der Prüfungsorganisation CertQua erfolgte ebenfalls.

## Spenden und Sponsoren
Das Friedensbildungswerk ist eine durch das Land Nordrhein-Westfalen anerkannte und finanziell unterstützte Einrichtung der Erwachsenenbildung. Zusätzlich wird die Organisation aus privaten Spenden finanziert.

## Leitbild
Das FBK engagiert sich für ein umfassendes Friedensverständnis, das gekennzeichnet ist durch Gewaltfreiheit, Partizipation, Gerechtigkeit und Solidarität. Das Friedensbildung wird seit Gründung des FBKs als «Erziehung zum Frieden, zur Völkerverständigung und zur Ermöglichung der freien Entfaltung des Individuums zur demokratischen Teilhabe» verstanden (aus der Satzung des Vereins). Das Bildungswerk ist auch Aktives Mitglied der (Kölner) Zivilgesellschaft. Es beteiligt sich an Kooperationsprojekten wie z. B. Ausstellungen, Filmabenden und Gedenkveranstaltungen. Neben der ureigensten Aufgabe als Bildungsträger ist das Bildungswerk auch als Clearingstelle und Plattform tätig und vermittelt Referenten und Kontakte, initiiert Projekte und stellt Veranstaltungsräume insbesondere für Vernetzung zivilgesellschaftlichen Engagements zur Verfügung.

## Aktive
- Roland Schüler
- Konrad Gilges
- Irene Franken
- Klaus Schmidt
- Werner Jung
- Lale Akgün
- Martin Stankowski
- Fritz Bilz
- Reinhard Matz

## Ehrungen und Auszeichnungen
- 2015 Bilz-Preis[8]
- 2011 Bundesverdienstkreuz am Bande für Roland Schüler, für seine zivilgesellschaftliche Arbeit im FBK[8]
- 2008 Kölner Innovationspreis Behindertenpolitik[19]